# فودستا دوت/كوم
هو موقع لوصفات الطعام والطبخ على الإنترنت، ومصدر الأخبار الغذائية. تم بناء فوديستا من قبل كل من أعضاء المجتمع المسجلين والمساهمين المجهولين من خلال منظم ويكي. ومع توفر جميع المحتويات بموجب ترخيص creative common، يحتوي الموقع على مقالات حول الوصفات والأطعمة وأدوات الطهي والتقنيات والأخبار الغذائية.

## المحتوى
يهدف فودستا إلى أن يكون موردًا مفتوحًا للتعاون للحصول على معلومات حول جميع جوانب إعداد الطعام والغذاء بدلا من التماس بعض الطهاة المشاهير للمساهمة بنسختهم من الوصفات وتوزيعها على الإنترنت، ويخلق الموقع وصفات عن طريق السماح لأي شخص بكتابتها. كما أنه لا يشجع على مقالات متعددة حول نفس الموضوع، بدلاً من أن يطلب من الكتاب العمل معًا لإنشاء واحد شامل. وقد انتقد البعض الموقع بسبب منهج المحتوى القائم على المساواة والمستخدم من قبل المستخدمين ل معلومات الطعام أنه يمكن أن يؤدي إلى عدم الدقة في الوصفات.